# Hellmofjorden
Hellmofjorden (lulesamisk:Oarjjevuodna) er en arm af Tysfjorden i Nordland fylke i Norge. Fjorden går i sydlig retning fra indløbet mellem Hellandskjånes, nord for Helland i vest og Hestneset i øst. Omtrent midtvejs svinger den i sydøstlig retning ind til den fraflyttede bebyggelse Hellmobotn som ligger omkring 30 kilometer fra indløbet.

## Navnet
Det norske navn kommer fra det norrøne hallr som betyder «sten».
Den lulesamiske forstavelse oarjje betyder «syd» og endelsen voudna er det samiske ord for «fjord». Andre lulesamiske navne på fjorden er Helmukvuodna mens Hellmåvvå ofte også omfatter landområdene omkring fjorden.

## Geografi
Fjorden er, som det lulesamiske navn beskriver, den sydligste af  Tysfjordens fjordarme, og både geografisk og trafikalt deler den landet i to. Fra Hellemobotn er det kun 6.330 meter i luftlinje til Sverige, og uden vejforbindelser er eneste måde at krydse fjorden på med båd. 
Hellmofjorden er lang og smal, og midtvejs begynder fjeldene omkring at stige op omkring 1.000 moh.
De mest markante indskæringer  på østkysten er, fra nord, Ibboloukta (Tømmervika) og Tjierreloukta (Nordbukta). Den største ø er Måskesuoloj (Muskholmen). I fjordbunden har de to elve Njallajåhkå (Stabburselva) og Rávggajåhkå (Sørelva) fælles udløb.

## Bosætning og trafik
Fylkesvej 682  går fra Drag mod syd til indløbet af Hellmofjorden til Hellandsberg. 
15 kilometer mod syd ligger bebyggelsen Musken med omkring 40 indbyggere. 16 km sydøst for Musken ligger den affolkede bebyggelse Hellmobotn som nu er et populært feriested og udgangspunkt for ture i fjeldene og ind til Sverige. Hurtigbåden i Tysfjorden har daglige anløb til Musken og ugentlige til Hellmobotn og Nordbugten nord for bunden (oftere i sommersæsonen). Begge bygderne er uden vejforbindelse til omverdenen.
Det er ingen bosætning langs vestsiden af fjorden.

## Verdensarv
I 2002 blev Hellmofjoren foreslået til UNESCOs verdensarvliste sammen med Tysfjord og Rago nationalpark under navnet «Det lulesamiske område» i henhold til de kulturelle og naturlige kriteriene III, V, VII, VIII og IX.